# Logitech G5

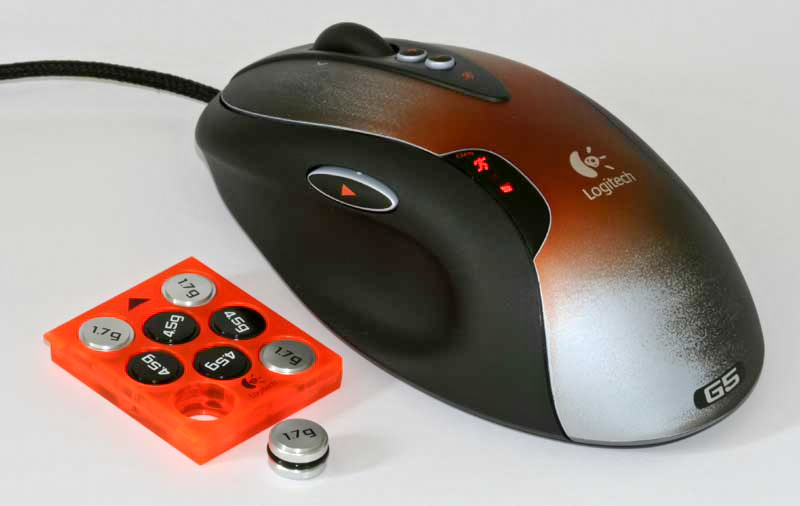
Logitech G5

Logitech G5 – przewodowa myszka laserowa wyprodukowana przez firmę Logitech jako jeden z modeli należących do produktów serii G przeznaczonej dla graczy.
G5 ma budowę prawie taką samą jak jej bezprzewodowa ‘siostra’, G7. G7 ma slot na baterię, a G5 ma dodatkowo miejsce na odważniki. Wraz z myszką G5 dostajemy 16 odważników, osiem po 4.5g i pozostałe po 1.7g. Użytkownik może dostosować liczbę tych odważników do własnych potrzeb tak by waga myszki jak najbardziej odpowiadała jego wymaganiom.

## Dodatki
G5 jest myszką laserową. Pozwala nam na zmianę rozdzielczości jej działania i zapisanie jej w 5 „profilach” (zmiana pomiędzy 400 dpi a 2000 dpi, zwiększa się co 50dpi). Myszka pojawiła się z oprogramowaniem zwanym SetPoint, w którym użytkownik może zmienić rozdzielczość myszy i dostosować ją na wiele różnych sposobów. G5 posiada teflonową podkładkę.

## Poprawiona wersja
W 2007 na rynku pojawiła się nowa wersja tejże myszki zawierająca tym razem dwa przyciski po lewej stronie (wcześniejsza wersja miała tylko jeden co powodowało falę krytyki). Posiada również nowy wygląd górnej części. Środkowy przycisk również był poprawiany tak, by przypominał te z serii MX.

## Specyfikacja

### Model
- Producent: Logitech
- Model: G5

### Połączenie
- Typ: Przewodowa
- Interfejs: USB

### Dodatki
- Rozdzielczość: 400/800/2000 dpi (do wyboru przez użytkownika)
- Przetwarzanie obrazu: 6.4 megapixela/sekundę
- Max. dociążenie: 20g
- Max. szybkość: 114–152 centymetry/sekundę (zależy od podłoża)
- Format danych USB: 16 bitów/axis
- Liczba raportów USB: 1000 raportów/sekundę (z bieżącym oprogramowaniem i sterownikiem)
- Tryb hibernacji: wyłączone